# Hypagyrtis guttata
Hypagyrtis guttata là một loài bướm đêm trong họ Geometridae.